# Karl Georg Christian von Staudt
Karl Georg Christian von Staudt (Rothenburg ob der Tauber, 24 de janeiro de 1798 — Erlangen, 1 de junho de 1867) foi um matemático alemão.

## Vida
Filho do juiz de Rothenburg ob der Tauber Christian von Staudt. Staudt estudou na Universidade de Göttingen, aluno de Carl Friedrich Gauss, onde dedicou-se ao estudo da teoria dos números (divisão do círculo e números de Bernoulli). Foi professor do Ginásio Melanchthon de Nuremberg e da Universidade de Ciências Aplicadas Georg-Simon-Ohm Nuremberg. Foi por fim professor ordinário de matemática da Universidade de Erlangen, de 1835 a 1867.
Expandiu a geometria projetiva de Jean-Victor Poncelet e Jakob Steiner, rompendo com o uso de auxílios métricos na concepção geométrica. Criou as idéias originais da estática gráfica.

## Obras
- Über die Kurven, 2. Ordnung. Nürnberg 1831
- De numeris Bernoullianis: commentationem alteram pro loco in facultate philosophica rite obtinendo, Carol. G. Chr. de Staudt. Erlangae: Junge, 1845 Digitalisat Univ. Straßburg[ligação inativa]
- De numeris Bernoullianis: loci in senatu academico rite obtinendi causa commentatus est, Carol. G. Chr. de Staudt. Erlangae: Junge, 1845 Digitalisat Univ. Straßburg[ligação inativa]
- Geometrie der Lage. Nürnberg 1847 Digitalisat Cornell Univ.
- Beiträge zur Geometrie der Lage, Erstes Heft. Nürnberg 1856 Digitalisat Cornell Univ.
- Beiträge zur Geometrie der Lage, Zweites Heft. Nürnberg 1857 Digitalisat Cornell Univ.
- Beiträge zur Geometrie der Lage, Drittes Heft. Nürnberg 1860 Digitalisat Cornell Univ.